# Força Aérea Checoslovaca
A Força Aérea Checoslovaca (Československé vojenské letectvo) foi a força aérea das forças armadas da Checoslováquia. Era chamada de Força Aérea do Exército Checo (Československé letectvo) de 1918 a 1939. Em 1993 foi dividida entre a Força Aérea da República Checa e Força Aérea da Eslováquia.

## História

### Sob a Primeira República 1918–38
Quando a Primeira República da Checoslováquia foi fundada em 1918, era um país sem costa marítima e cercado de vizinhos potenciamente hostis. Seu governo percebeu que precisava de uma força aérea e rapidamente fundou uma com o lema "Nosso mar está no ar".
A nova república herdou da Áustria-Hungria apenas três aeródromos militares e algumas aeronaves Hansa-Brandenburg. Na Primeira Guerra Mundial poucos checos ou eslovacos haviam servido na Força Aérea do Império Austro-Húngaro ou na Marinha Austro-Húngara, ou estavam em exílio no Exército do Ar Francês ou no Serviço Aéreo da Rússia Imperial.

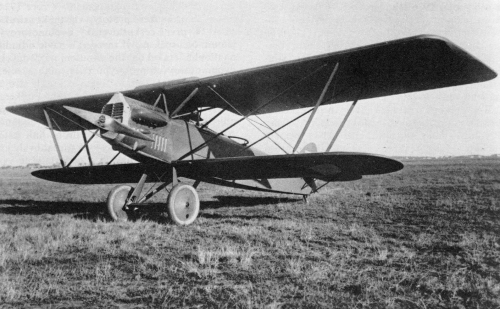
Biplano Aero A.30 (bombardeiro leve e de reconhecimento)

Entretanto, a Checoslováquia herdou muito da indústria Áustro-Hungara e rapidamente desenvolveu uma indústria aeronáutica. No início, teve a tendência de produzir projetos estrangeiros e motores sob licença. Ao se desenvolver, começou a projetar motores e aeronaves próprios. Os fabricantes checos de aeronaves incluem a Aero, Avia, Beneš-Mráz, Letov, Praga, Tatra e a Zlin. Os fabricantes de motores incluíam a ČKD, Walter e a Škoda.
A Aero (Aero továrna letadel) estava no quarteirão de Vysočany de Praga. Suas aeronaves de construção mista (madeira, metal e tela) e de metal eram competitivos no início da década de 1930, mas em 1938 apenas seu MB.200 (uma versão licenciada  da Bloch) não estava completamente obsoleto.

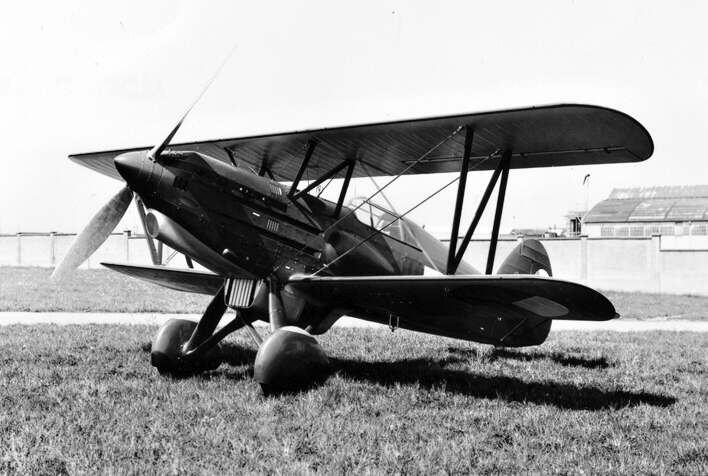
Caça Avia B-534

A Avia (Avia akciová společnost pro průmysl letecký Škoda), uma marca da enorme indústria de maquinário pesado e militares Škoda Works (Škodovy závody), era diferente. Fundada em 1919 em uma antiga refinaria de açúcar nos subúrbios de Praga, Letňany e Čakovice, a Avia fez aviões próprios desde o início. Muitos de seus motores eram projetos licenciados da Hispano-Suiza. Ela produziu o caça checo padrão do final da década de 1930, o B-534, do qual 568 aeronaves foram produzidas. O B-534 e seus derivados ficaram entre os últimos caças biplanos a serem utilizados.

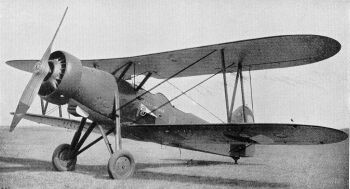
Biplano Letov Š-328, um derivado do Š-28

A fábrica estatal Letov (Vojenská továrna na letadla Letov), também de Letňany, empregava no final da década de 1930 cerca de 1.200 pessoas. Construiu o avião de reconhecimento Š-28, do qual mais de 470 foram construídos. A estrutura inteira era soldada junta. Não era parafusada nem rebitada. A fábrica Letov era a única Checoslovaca a produzir hélices de metal.

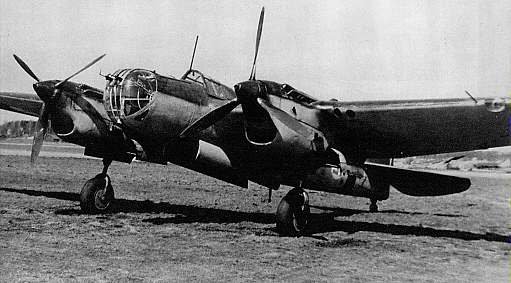
Bombardeiro médio Tupolev SB

No final da década de 1930, os bombardeiros checos estavam obsoletos e a velocidade na qual a Alemanha Nazista estava se tornando uma ameaça, não houve tempo dos checos desenvolverem um novo bombardeiro próprio. Desta forma, em 1937, o governo adquiriu bimotores Tupolev SB da União Soviética, além de uma licença de produzir mais aeronaves, designado Avia B-71. 60 bombardeiros soviéticos SB foram entregues em Abril e Maio de 1938. Das versões produzidas pela Avia e pela Aero, 101 aeronaves foram produzidas.
O treinamento dos recrutas da força aérea se desenvolveram ao longo de vários meses durante a década de 1920 até o final da década de 1930. Em 1936 o Reichsmarschall Hermann Göring escreveu "A Força Aérea Checoslovaca deve ser considerada como uma das forças aéreas líderes em termos de pessoal, e considerando suas limitadas possibilidades financeiras, mais do que satisfatório em termos de material e equipamento".

### Crise e ocupação 1938–39
Com a crise dos sudetos na Alemanha piorando, o Exército Checoslovaco e a Força Aérea se mobilizaram parcialmente em 21 de Maio de 1938 e completamente em 23 de Setembro. A força aérea tinha mais de 100 aeródromos e 1.300 aeronaves a disposição, das quais 650 eram aeronaves de frente. Mas em 29 de Setembro o Reino Unido e a Terceira República Francesa concordaram em deixar a Alemanha anexar a terra dos sudetos, com as forças checoslovacas sendo incapazes de resistir.
O Acordo de Munique foi seguido em 2 de Novembro de 1938 pela Primeira Arbitragem de Viena, na qual a Alemanha e a Itália Fascista permitiram que a Hungria anexasse o sul da Eslováquia. Então, em 15 de Março de 1939 a Alemanha ocupou a Checoslováquia, criou o Protetorado da Boêmia e Morávia e permitiu que o remanescente da Eslováquia se tornasse a República Eslovaca. A Alemanha permitiu que a Eslováquia mantivesse um pequeno exército e força aérea, mas ordenou que o governo da Boêmia e Morávia dissolvessem suas forças armadas.
A Luftwaffe confiscou todas as aeronaves da Força Aérea Checoslovaca. Todas as indústrias aeronáuticas checoslovacas foram convertidas para produzir aeronaves e motores alemães.
A Luftwaffe tentou recrutar pilotos checoslovacos inativos para algumas tarefas, como voos de translado ou meteorológicos, mas sem sucesso. Confiscaram também as aeronaves checoslovacas e tentaram fazer com que os pilotos os levassem para a Alemanha, mas de sete pilotos que decolaram do Aeródromo de Hradec Králové na Morávia, nenhum chegou na Alemanha. Três voaram para a Polônia, dois para a União Soviética e os outros dois caíram com suas aeronaves sem se machucar, mas as aeronaves foram destruídas. Após estes incidentes, a Alemanha desistiu em usar os pilotos checoslovacos.
A emigração era estritamente controlada e os ex-militares da força aérea eram proibidos de deixar o país. Entretanto, muitos pilotos checoslovacos conseguiram emigrar para a Polônia. Destes, alguns entraram na Força Aérea Polaca, mas a maior parte continuou para a França.

### Segunda Guerra Mundial 1939–45

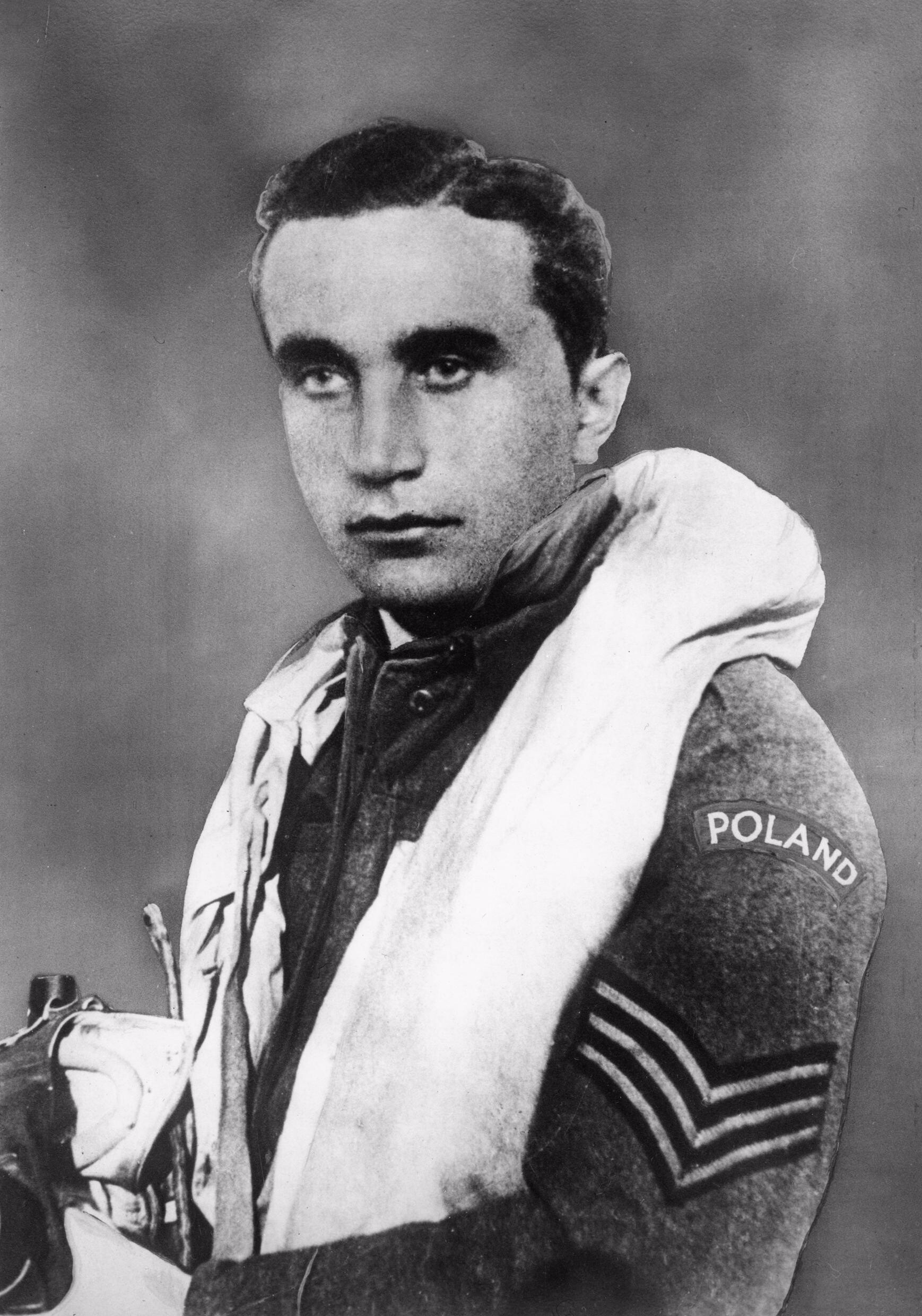
Ás Josef František serviu nas forças Checoslovaca, Polaca, Francesa e Inglesa

Os pilotos checoslovacos que entraram para a Força Aérea Polaca entraram em ação em Setembro de 1939 quando a Alemanha invadiu a Polônia. Muitos lutaram com distinção e 55 foram condecorados. Josef František estava entre os mais condecorados, recebendo a Ordem Virtuti Militari. Após a União Soviética se unir na invasão da Polônia, suas forças armadas capturaram alguns pilotos checoslovacos. Outros escaparam enquanto a Polônia ruía, alcançando primeiramente a Romênia e então indo pelos Balcãs e pela Síria ou Líbano para se juntar a seus compatriotas que já haviam chego na França.
Em primeiro momento, a França insistiu que todos os pilotos checoslovacos se juntassem à Legião Estrangeira Francesa. Apenas após a França declarar guerra contra a Alemanha ela concordou com o Comitê Nacional Checoslovaco em Paris para deixar seus homens serem transferidos para a Força Aérea da França e ter seus títulos de volta. Eles precisariam ser retreinados em aeronaves francesas, mas alguns completaram seu treinamento a tempo de lugar na Batalha de França em Maio e Junho de 1940. Destes, sete receberam a condecoração militar francesa mais alta, a Ordem Nacional da Legião de Honra, e cinco receberam a Medalha Militar. 70 pilotos checoslovacos incluindo Josef František e Karel Kuttelwascher, receberam a Croix de Guerre.

#### Reserva de Voluntários da RAF 1940–45

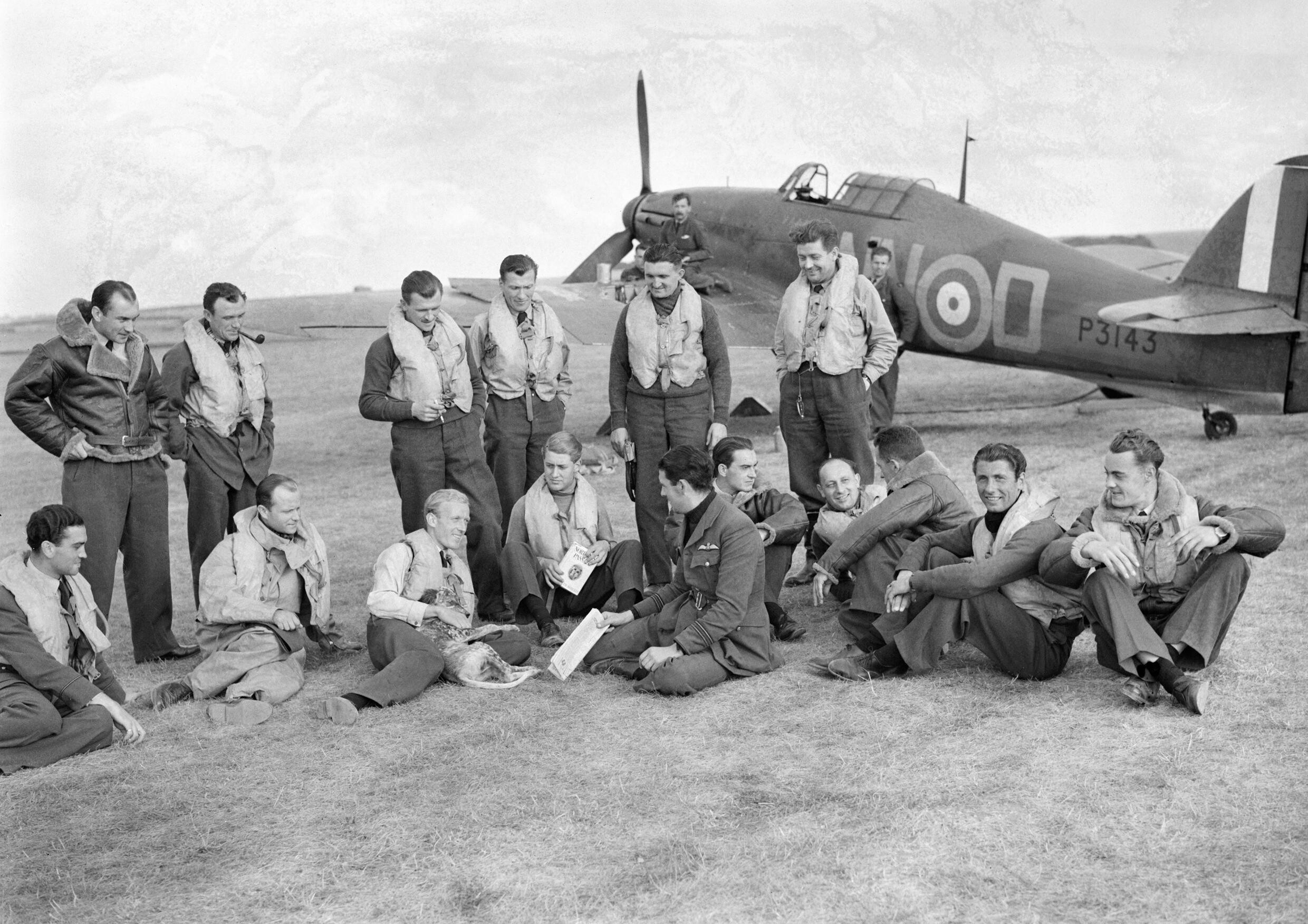
Pilotos do Esquadrão 310 em RAF Duxford na frente de um Hawker Hurricane Mk I, Setembro de 1940

Após o Armistício de 22 de junho de 1940, muitos pilotos checoslovacos escaparam pelas costas francesas do Mediterrâneo ou do Atlântico, ou pelo norte da África controlado pela França. Alguns foram para o Reino Unido, onde o General de brigada Karel Janoušek rapidamente fez um acordo com o Departamento de Guerra do Reino Unido para eles aderirem à reserva da RAF (em inglês:  Royal Air Force Volunteer Reserve). Em 12 de Julho de 1940, uma superintendência checoslovaca foi criada, com Janoušek como superintendente geral e com o cargo da RAF de Air Commodore.
Um depósito checoslovaco foi criado na RAF Cosford em Shropshire. A RAF rapidamente criou novos esquadrões formados de pilotos checoslovacos. A primeira unidade de caça foi o Esquadrão No. 310, formado em 10 de Julho de 1940 e imediatamente se juntou à Batalha da Grã-Bretanha. No fim de Julho uma unidade de bombardeiros, Esquadrão No. 311, foi criada. Outras unidades de caça seguiram: Esquadrão No. 312 em Agosto de 1940 e o Esquadrão No. 313 em Maio de 1941.
Os checoslovacos rapidamente se adaptaram à estrutura, táticas e tipos de aeronaves da RAF. Hugh Dowding, que liderou o Comando de Caça da RAF na Batalha da Grã-Bretanha, posteriormente recordou:

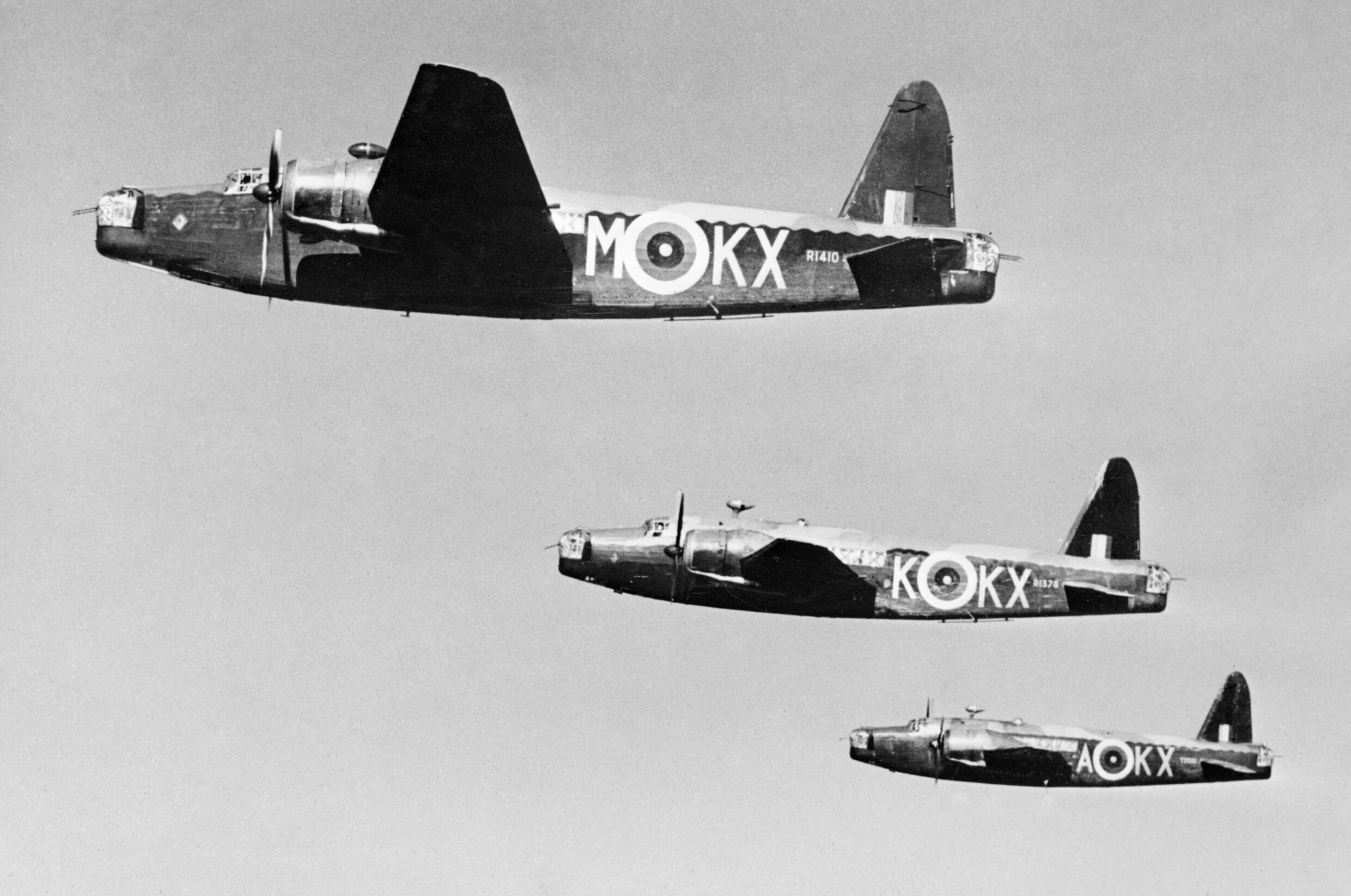
Três aeronaves Vickers Wellington 1C do Esquadrão No. 311 em voo, Março de 1941

Devo confessar que estava um pouco duvidoso do efeito que a experiência que tiveram em seus próprios países e na França teria nos pilotos poloneses e checoslovacos, mas minhas dúvidas logo sumiram, pois todos os três esquadrões entraram na batalha com um ímpeto e entusiasmo que está além de elogios. Eles foram inspirados por um ódio ardente pelos alemães que os fez oponentes muito mortais.
De 1940 a 1942, o Esquadrão No. 311 era parte do Comando de Bombardeiros da RAF. O comandante do grupo disse que o 311 "fez um show maravilhoso" e que tinha "os melhores navegadores no Comando de Bombardeiros".

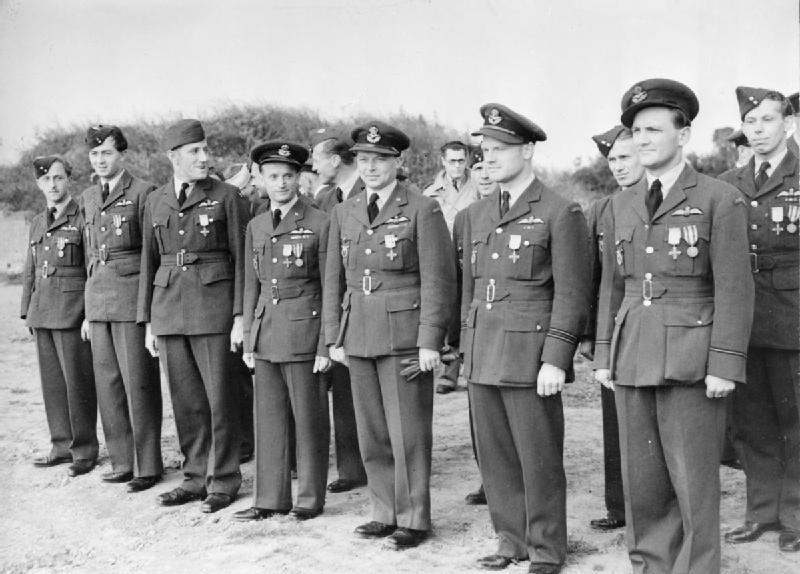
Sete pilotos do Esquadrão No. 312 na RAF Harrowbeer em Devon, logo após o presidente Edvard Beneš tê-los condecorados. Cinco possuíam a Cruz de Guerra Checoslovaca (1939–1945) e quatro o que parece ser a Československá medaile Za chrabrost před nepřítelem ("Medalha por Bravura frente ao Inimigo").

A maioria dos militares da força aérea que escaparam da Checoslováquia ocupada eram tripulantes. A RAF estava escassa em pessoal de solo checoslovaco, então novos esquadrões continuaram a ser formados em parte por militares do Reino Unido e outras nacionalidades. Vários tripulantes checoslovacos foram destacados em mais de 60 outras unidades da RAF, incluindo 11 esquadrões da linha de frente.
Foram destacados checoslovacos o suficiente no Esquadrão No. 68 da RAF para formar uma esquadrilha inteira. O esquadrão até adotou um lema em checo: Vždy připraven ("Sempre pronto"). O ás checo Josef František foi aclamado por um autor da época como "um dos maiores pilotos checoslovacos, talvez um dos melhores combatentes de todos os tempos", serviu na Batalha da Grã-Bretanha no esquadrão polonês No. 303. Karel Kuttelwascher, um ás de caça noturno de apelido "Ceifador da Noite" (em inglês:  Night Reaper), serviu no Esquadrão No. 1.

#### Força Aérea Soviética
Outros pilotos checos e eslovacos lutaram contra a Alemanha sob comando soviético.

#### Força Aérea da República da Eslováquia 1938–45
Após a separação alemã da Checoslováquia em 1938, a Eslováquia ficou com uma pequena força aérea (Slovenské vzdušné zbrane ou SVZ) equipada primariamente com aeronaves checoslovacas. Em 1939 a SVZ defendeu a Eslováquia contra a Hungria na Guerra Eslováquia-Hungria e lutou ao lado de forças alemãs na invasão eslovaca da Polônia.
Na invasão alemã à Rússia a SVZ prestou cobertura aérea por forças eslovacas lutando contra a União Soviética na frente oriental. Durante a campanha, os biplanos eslovacos obsoletos foram substituídos com aeronaves alemãs, incluindo o Messerschmitt Bf 109. A força aérea foi enviada de volta à Eslováquia após fadiga de combate e a deserção ter diminuído a efetividade dos pilotos.
Unidades aéreas eslovacas participaram da Revolta Nacional Eslovaca contra a Alemanha a partir do final de Agosto de 1944.

### Terceira República 1945–48

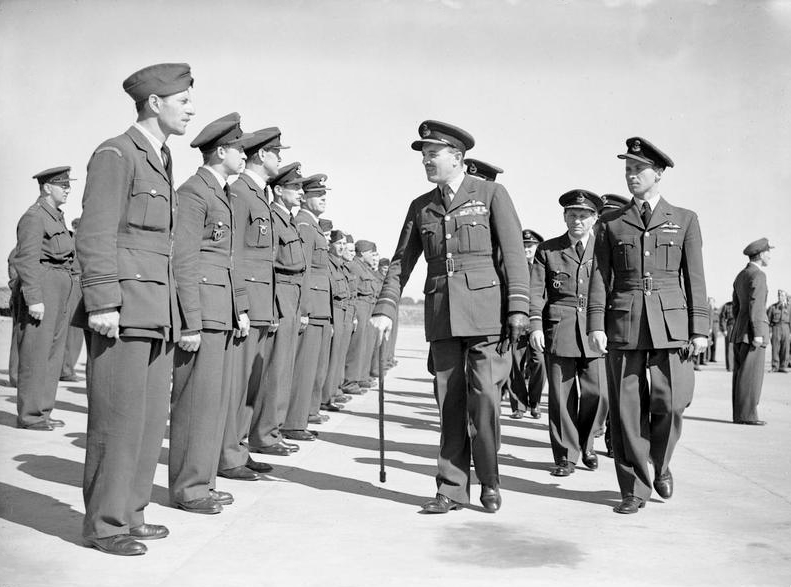
Desfile de despedida dos esquadrões checoslovacos na RAF Manston em Kent, no dia 3 de Agosto de 1945. John Slessor, com uma bengala, inspeciona alguns dos homens. Janoušek pode ser visto atrás dele.

Próximo do fim da Segunda Guerra Mundial, o General Alois Vicherek (cs:Alois Vicherek) deixou a Grã-Bretanha para a União Soviética, onde tomaria comando da Força Aérea Checoslovaca na União Soviética. Entretanto, ele chegou apenas no dia 1 de Maio de 1945, quando a guerra já estava quase no fim. Vicherek estava feliz em servir na Checoslovaca do Bloco do Leste, e em 29 de Maio de 1945 foi apontado como Comandante da Força Aérea Checoslovaca.
Em Agosto de 1945 os quatro esquadrões checoslovacos da RAF, números 310 a 313 foram realocados para a Checoslováquia e se tornaram parte das forças armadas. À época, estes esquadrões eram equipados com caças Supermarine Spitfire e bombardeiros pesados Consolidated B-24 Liberator. Os Spitfires voaram para a Checoslováquia com tanques adicionais de longo alcance para dar alcance suficiente para a jornada.

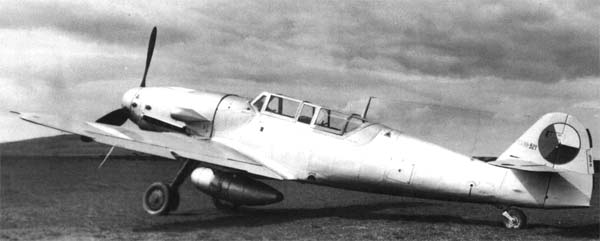
Aeronave de treinamento Avia S-99

Durante a ocupação alemã, a Aero e a Avia produziram caças Messerschmitt Bf 109 para a Luftwaffe. A fim de expandir a frota de Caça checoslovacos, a Avia continuou a construir os Bf 109 como Avia S-99.
Entretanto, um acidente industrial destruiu o estoque remanescente de motores Daimler-Benz DB 605, então a Avia substituiu-o pelo motor Junkers Jumo 211 e sua hélice. O resultante foi um avião híbrido chamado de Avia S-199. O motor Jumo e sua hélice eram utilizados em bombardeiros médios e tinha caraterísticas de desempenho ruins para um caça. Isso deu ao S-199 uma manobrabilidade ruim, especialmente durante a decolagem e pouso. A produção foi encerrada em 1949 e a Checoslováquia tirou de serviço seus últimos S-199 em 1957.

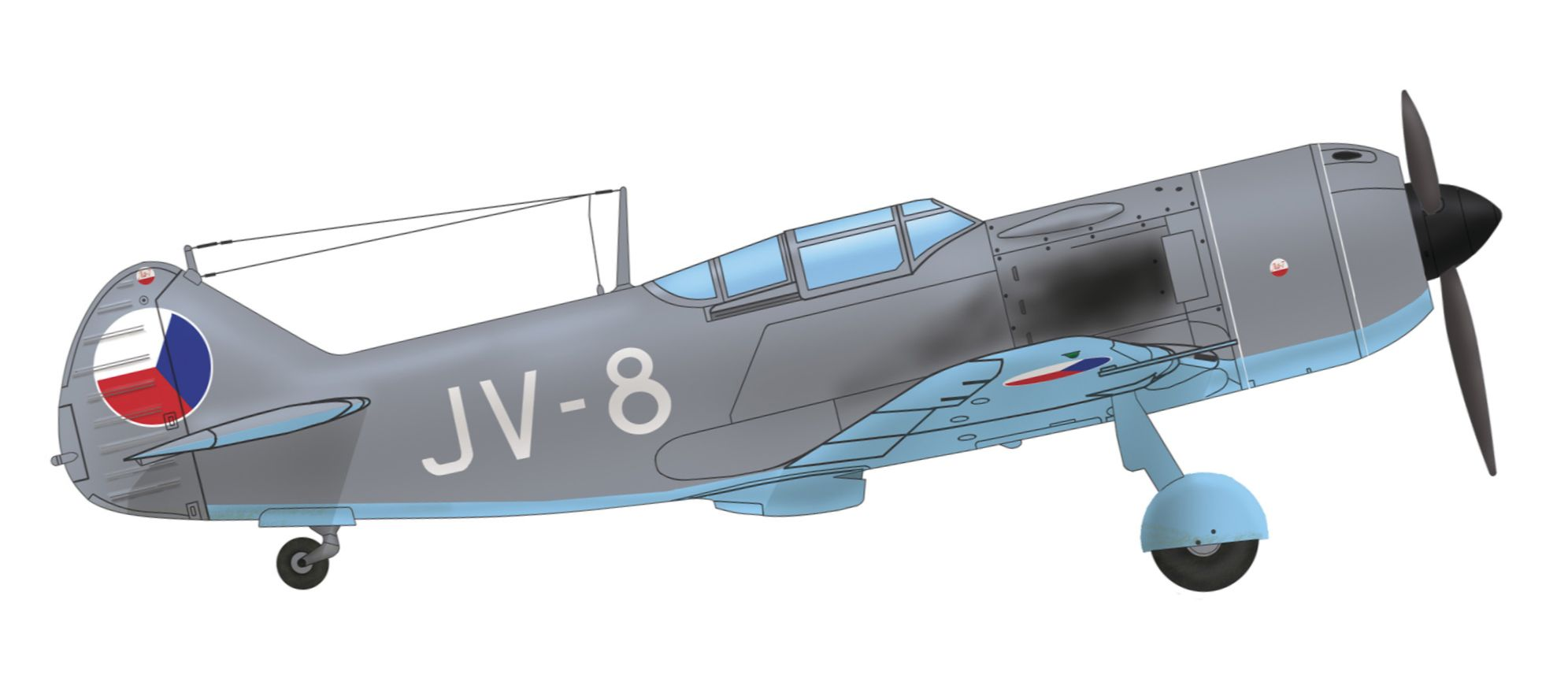
Lavochkin La-7 do 2º esquadrão, 1º regimento aéreo, 4ª divisão aérea em 1947

De 1945 em diante a Força Aérea também tinha 56 caças soviéticos Lavochkin La-7, que eram mais rápidos e mais manobráveis que os Bf 109 e os S-199.

### Comunismo 1948–89
O Spitfire foi o caça primário da Checoslováquia até o Golpe de Praga, quando o Partido Comunista da Checoslováquia expurgou o pessoal da força aérea que serviu na RAF. Muitos destes, incluindo Janoušek e o piloto de Hawker Hurricane Josef Bryks, foram falsamente acusados e deviam cumprir longos tempos em prisão.
Em 1955 a Checoslováquia se tornou membro do Pacto de Varsóvia. A Força Aérea Checoslovaca foi equipada com aeronaves soviéticas e seguiu suas doutrinas e táticas. Muitos aviões Mikoyan-Gurevich (MiG) foram adquiridos. OIs caças MiG-15, MiG-19, e MiG-21F foram produzidos sob licença; e na década de 1970, alguns MiG-23MF foram adquiridos, seguido pelo MiG−23ML e MiG-29 na década de 1980.
Em 1951 foram criados os 1º, 2º e 3º Distritos de Defesa Aérea do Território do Estado, quase na mesma época da criação do 15º Esquadrão de Caça. Este foi controlado pela 1ª, 3ª, 5ª e 166ª Divisões de Caça em vários momentos; a 166ª Divisão se tornou mais tarde a 2ª Divisão de Caça. De 1964 a 1969 o 10º Exército do Ar incluía a 46ª Divisão de Transporte Aéreo, sendo dois regimentos de helicópteros e um regimento de transporte.

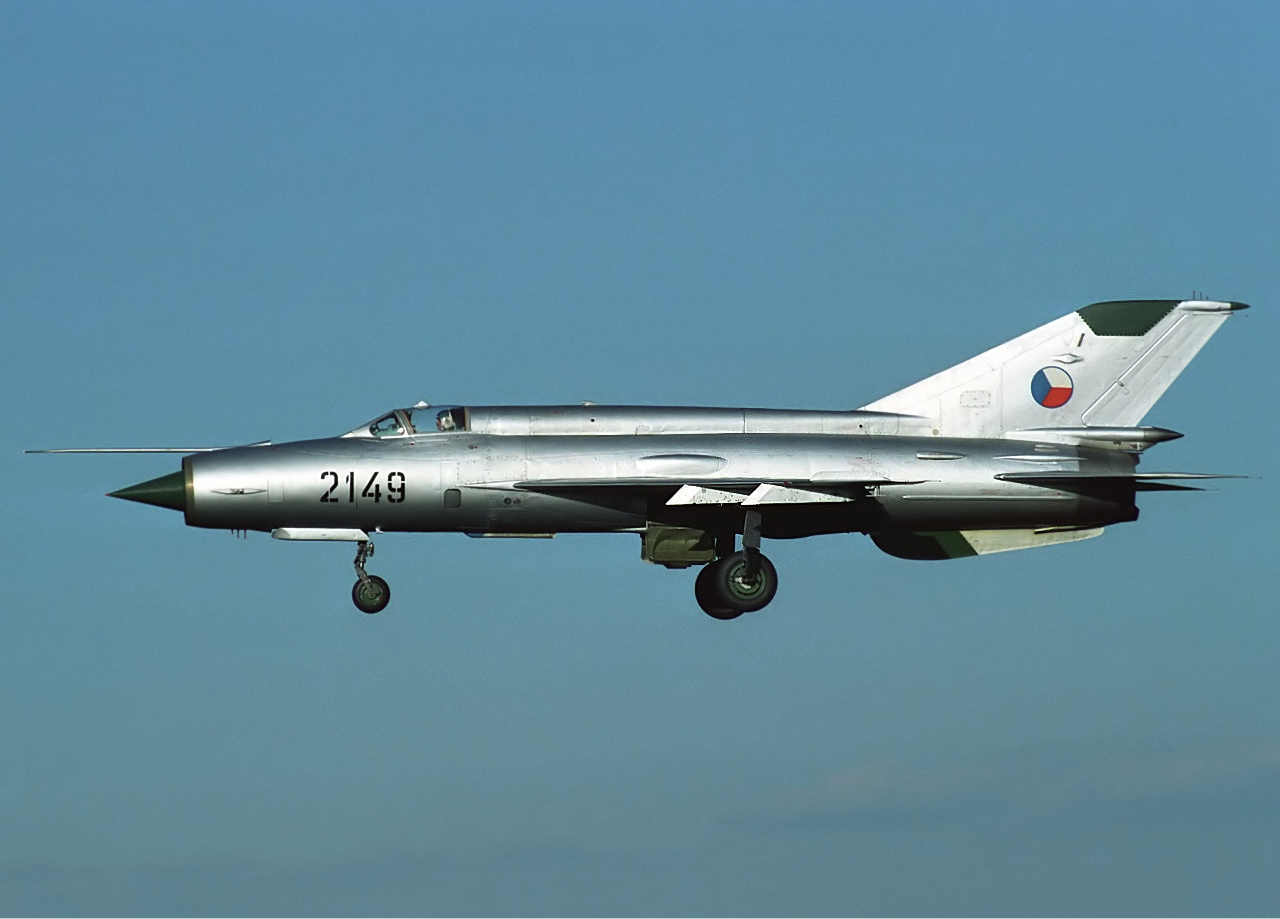
MiG-21R 'Fishbed' checoslovaco

Alegadamente, a partir de Janeiro de 1976, o 7º Exército do Ar foi dissolvido e substituído pelo Comando de Defesa Aérea do Estado em conjunto com a 2ª e 3ª Divisões de Defesa Aérea, que existiram até 1990. O Comando de Defesa Aérea do Estado foi movido de Praga para Stará Boleslav em 1981.
Em maio de 1987 dois jatos checoslovacos decolaram para tentar derrubar um engenheiro checoslovaco tentando escapar de seu país por um ultraleve. Após voar cerca de 10 mi (16,1 km) dentro da fronteira da Alemanha Ocidental, acabou o combustível da aeronave do refugiado, pousando em segurança em uma floresta na Bavária, pouco antes dos caças conseguirem interceptá-lo.
Na década de 1980 e início de 1990 a Força Aérea Checoslovaca consistia do Comando de Defesa Aérea do Estado, com caças de defesa aérea, mísseis terra-ar e radares de defesa aérea, sendo o 10º Exército do ar responsável pelo suporte às tropas. O Comando tinha a 2ª Divisão de Defesa Aérea (Brno) junto com o 8º Regimento de Caça, radares e mísseis terra-ar, a 3ª Divisão de Defesa Aérea (Žatec) com o 1º (České Budějovice), 5º (Dobřany), e 11º Regimentos de Caça (Zatec), e a 71ª Brigada Anti-aeronaves e o 185º Regimento de Mísseis Anti-aeronave. O 8º Regimento de Caça foi baseado em (Ostrava) (Mošnov) de 1959 até 1 de Abril de 1985, sendo depois realocado para Brno (Tuřany). Foi equipado com o MiG-21 de 1965 a 1991. O 1º Regimento de Caça em České Budějovice foi equipado com MiG-21 desde 1964, sendo dissolvido em 1992.

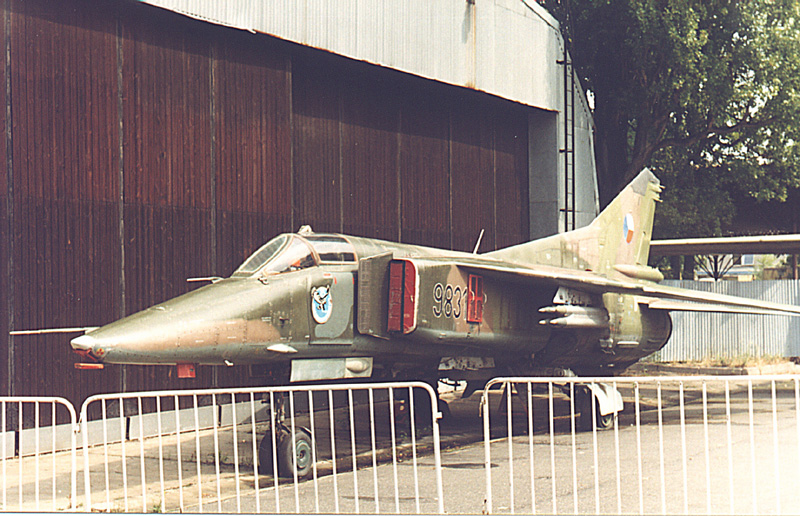
MiG-23BN checoslovaco no Museu de Aviação de Praga

O 10º Exército do Ar tinha duas divisões e um total de seis regimentos de aeronaves de caça e ataque. Houve também dois regimentos de reconhecimento, dois de transporte, três de treinamento e dois de helicópteros. Em 1990 o 10º Exército do Ar, sediado em Hradec Králové, incluiu a 1ª Divisão de Caça (com sede em Bechyně, incluindo o 9º Regimento de Caça de mesma base até 30 de Junho de 1990), a 34ª Divisão de Bombardeiros (sede em Čáslav), o 47º Regimento de Reconhecimento (Ostrava-Mošnov), o 10º Regimento de Sinal, o 11º Regimento de Helicópteros, o 1º Regimento de Transporte Aéreo e o 30º Regimento de Ataque (Aerporto de Pardubice, com Su-25Ks). Foi dissolvido em 1 de Outubro de 1990 e sucedido pela 1ª Corporação Aérea Mista.
Entre 1945 e 1968 a Força Aérea Checoslovaca operou vários regimentos a partir do aeródromo de Hradčany airfield:
- 46ª Divisão de Bombardeiros (46. letecká bombardovací divize) entre 1951 e 1955.
- 24ª Divisão de Bombardeiros (24. letecký bombardovací pluk) entre 1952 e 1954.
- 25ª Divisão de Bombardeiros (25. letecký bombardovací pluk) entre 1952 e 1954.
- 17º Regimento de Caça (17. stíhací letecký pluk) entre 1955 e 1964.
- 26º Regimento de Caça (26. stíhací letecký pluk) entre 1956 e 1958.
- 30º Regimento de Caça-Bombardeiro (30. stíhací bombardovací letecký pluk) entre 1958 e 1959.
- 2º Regimento de Caça-Bombardeiro (2. stíhací bombardovací letecký pluk) entre 1964 e 1968.

### Pós-comunismo 1990–92
Em Novembro e Dezembro de 1989 a Revolução de Veludo acabou com o domínio comunista na Checoslováquia. Em 1992 a República Socialista Eslovaca votou deixar a república federal, dando origem a Dissolução da Tchecoslováquia.
Os bens de ambas forças aéreas foram divididas 2:1 em favor da Checoslováquia e então foram formadas a Força Aérea da República Checa e a Força Aérea da Eslováquia. Os 18 MiG-29 em serviço foram divididos 1:1 entre os novos países.
Uma reorganização nos anos de 1992–93 resultou em uma completamente nova estrutura da Força Aérea da República Checa que se tornou efetiva em 1994. Uma das primeiras unidades a fechar foi um resultado direto de uma transferência de um grande número de aeronaves para a Eslováquia, o 9º Regimento de Caça-Bombardeiro (9. SBoLP) baseado em Bechyně.